# Jugoslavija na Svetovnem prvenstvu v hokeju na ledu 1989
Jugoslavija je na Svetovnem prvenstvu v hokeju na ledu 1989 C, ki je potekalo med 18. in 27. marcem 1989 v Avstraliji, s šestimi zmagami in porazom osvojila drugo mesto.

## Postava
- Vratarji: Cveto Pretnar, Domine Lomovšek
- Branilci: Drago Mlinarec, Murajica Pajič, Igor Beribak, Jože Kovač, Marjan Kozar, Nenad Ilić, Boris Pajič,
- Napadalci: Mustafa Bešić, Marjan Gorenc, Zvone Šuvak, Igor Kosović, Blaž Lomovšek, Marko Smolej, Toni Tišlar, Dejan Burnik, Nik Zupančič, Andrej Razinger,

## Tekme
| 18. marec 1989 | Jugoslavija | 8–1 | Bolgarija | Sydney |

| Poročilo tekme | Poročilo tekme | Poročilo tekme | Poročilo tekme | Poročilo tekme |
| -------------- | -------------- | -------------- | -------------- | -------------- |
|                |                | (3:1,2:0,3:0)  |                |                |

| 19. marec 1989 | Jugoslavija | 11–2 | Južna Koreja | Sydney |

| Poročilo tekme | Poročilo tekme | Poročilo tekme | Poročilo tekme | Poročilo tekme |
| -------------- | -------------- | -------------- | -------------- | -------------- |
|                |                | (2:1,4:1,5:0)  |                |                |

| 21. marec 1989 | Avstralija | 2–8 | Jugoslavija | Sydney |

| Poročilo tekme | Poročilo tekme | Poročilo tekme | Poročilo tekme | Poročilo tekme |
| -------------- | -------------- | -------------- | -------------- | -------------- |
|                |                | (0:3,1:4,1:1)  |                |                |

| 22. marec 1989 | Jugoslavija | 3–0 | Madžarska | Sydney |

| Poročilo tekme | Poročilo tekme | Poročilo tekme | Poročilo tekme | Poročilo tekme |
| -------------- | -------------- | -------------- | -------------- | -------------- |
|                |                | (0:0,3:0,0:0)  |                |                |

| 24. marec 1989 | Jugoslavija | 14–1 | Severna Koreja | Sydney |

| Poročilo tekme | Poročilo tekme | Poročilo tekme | Poročilo tekme | Poročilo tekme |
| -------------- | -------------- | -------------- | -------------- | -------------- |
|                |                | (4:0,3:1,7:0)  |                |                |

| 26. marec 1989 | Jugoslavija | 8–1 | Kitajska | Sydney |

| Poročilo tekme | Poročilo tekme | Poročilo tekme | Poročilo tekme | Poročilo tekme |
| -------------- | -------------- | -------------- | -------------- | -------------- |
|                |                | (2:0,3:0,3:1)  |                |                |

| 27. marec 1989 | Nizozemska | 8–3 | Jugoslavija | Sydney |

| Poročilo tekme | Poročilo tekme | Poročilo tekme | Poročilo tekme | Poročilo tekme |
| -------------- | -------------- | -------------- | -------------- | -------------- |
|                |                | (1:1,6:0,1:2)  |                |                |